# Trichiusa setigera
Trichiusa setigera är en skalbaggsart som beskrevs av Thomas Casey 1893. Trichiusa setigera ingår i släktet Trichiusa och familjen kortvingar. Inga underarter finns listade i Catalogue of Life.